# Thorax (insektanatomi)
Thorax (brystet) er benævnelsen for kroppens midtersektion hos hexapoder (insekter og entognather). Thorax er fæste for hovedet, benene, vingerne og bagkroppen (abdomen). Det kaldes også mesosoma hos andre leddyr.

## Inddeling af thorax
Thorax består af tre segmenter, der hver er fæste for et benpar. Segmenterne kaldes hhv. prothorax (det forreste segment), mesothorax (bærer forvingerne) og metathorax (det bagerste segment; bærer bagvingerne). 

## Variationer af thorax
Hos guldsmede er mesothorax og metathorax smeltet sammen og danner en synthorax.
I nogle insektpupper, som f.eks. hos myg, kan hovedet og thorax være sammensmeltet i en såkaldt cephalothorax.
Hos medlemmer af underordenen Apocrita (hvepse, myrer og bier) i ordenen Hymenoptera er det første segment af bagkroppen (abdomen) sammensmeltet med thorax i en struktur kaldet propodeum. Hovedet er forbundet med thorax gennem en åbning (occipital foramen), som spiserøret går igennem, og danner en nakke, der muliggør at hovedet kan bevæge sig fleksibelt.